# 長野県道78号佐久小諸線
長野県道78号佐久小諸線（ながのけんどう78ごう さくこもろせん）は、長野県佐久市から小諸市に至る県道（主要地方道）である。

## 概要
長野県佐久市伴野の国道142号交点から、小諸市御幸町の国道141号交点に至る。田園地帯を走り、渋滞もなく走行できる。

### 路線データ
- 起点：長野県佐久市根岸（沓沢入口交差点、国道142号交点）
- 終点：長野県小諸市御幸町（御幸町交差点、国道141号交点）
- 開通（供用）年：1994年（平成6年）

## 歴史
- 1993年（平成5年）5月11日 - 建設省から、県道伴野小諸線・県道上原猿久保線の一部が佐久小諸線として主要地方道に指定される[1]。
- 1993年（平成5年）5月11日：伴野小諸線、上原猿久保線の一部を主要地方道佐久小諸線へ指定[2]。
- 1994年（平成6年）4月1日：伴野小諸線を佐久小諸線へ変更。

## 路線状況

### 重複区間
- 長野県道103号上原猿久保線（佐久市鳴瀬・北岩尾交差点 - 佐久市鳴瀬）

### 道路施設

#### 橋
- 佐久橋（千曲川）

## 地理
周辺には千曲川が流れ、佐久市塩名田付近で北陸新幹線と交差する。当路線のうち小諸市内の区間では拡幅工事が完了している。

### 通過する自治体
- 佐久市
- 小諸市

### 交差する道路
- 国道142号（国道254号 重複）（佐久市根岸・沓沢入口交差点、起点）
- 長野県道103号上原猿久保線（佐久市鳴瀬・北岩尾交差点）
- 長野県道103号上原猿久保線（佐久市鳴瀬）
- 長野県道154号塩名田佐久線（佐久市塩名田・塩名田交差点）
- 長野県道44号下仁田浅科線（小諸市耳取・信号交差点）
- 長野県道141号耳取三岡停車場線（小諸市森山・森山西交差点）
- 国道141号（小諸市御幸町・御幸町交差点、終点）